# 狼林山脉
狼林山脉位于朝鲜半岛北部，盖马高原西麓。呈南北走向。主要由前寒武纪片麻岩构成。平均海拔约2000米，南高北低，最高峰卧碣峰海拔2262米。有珈山岭（海拔925米）、剑山岭（1127米）等隘口，是朝鲜北部连接东西的重要通道。朝鲜许多的重要河流如大同江、清川江等皆发源于此。